# Euphorbia
Euphorbia es un  género de plantas de la familia Euphorbiaceae, muy extenso, variable y distribuido mundialmente. Alrededor de 2000 especies aceptadas de plantas, de las casi 5000 descritas, pertenecen a él, haciendo del mismo uno de los más numerosos.

## Descripción
El género es muy diverso en cuanto a forma y tamaño, existen desde pequeños árboles, arbustos, a  plantas herbáceas. Un significativo porcentaje de especies son suculentas, algunas parecen cactos, ejemplo de evolución convergente, algunas poseen espinas. Con la excepción de pocas especies. (i.e. Euphorbia hedyotoides o Euphorbia curtisii), son monoicas. 
Las euforbias tienen una alta especialización en la inflorescencia: el ciato, que agrupa a flores unisexuales en característicos pseudantos que se agrupan en cimas principalmente. Estos consisten en una flor central pistilada  rodeada de cinco grupos de flores con estambres. Todas las flores están en un involucro con cuatro glándulas en los márgenes. La flor central femenina se abre antes que las demás (masculinas), funcionando cada ciatio como una flor protoginia hermafrodita. Las glándulas del ciatio producen néctar, y la polinización es principalmente zoófila. Realmente, el ciatio la hace parecer tanto a una flor hermafrodita que Carlos Linneo y otros autores la interpretaron como una flor verdadera. J.-B. Lamarck sin embargo, constató que el ciatio era una inflorescencia y así se la sigue reconociendo.
En las latitudes templadas el biotipo más común es el de una hierba o mata foliosa, con tallos  algo crasos y hojas simples. En los trópicos secos son matas suculentas espinosas, a veces de varios metros de altura, como en África, donde representan el equivalente ecológico a los cactos de los desiertos americanos.

## Distribución
El género está distribuido en regiones tropicales y subtropicales de África y América, aunque también en zonas templadas. En general, las especies suculentas son de África, América (muy pocas) y Madagascar.

## Taxonomía
El género Euphorbia es uno de los más grandes y complejos entre las fanerógamas y muchos botánicos han hecho esfuerzos infructuosos para subdividirlo en otros  más pequeños.
Según recientes estudios de secuencia de ADN la mayoría de los más pequeños "géneros satélite" del gran Euphorbia anidan en él. En consecuencia estos taxones, junto con el nunca aceptado  Chamaesyce  así como el más pequeño Cubanthus Millsp. Elaeophorbia, Endadenium, Monadenium, Synadenium y Pedilanthus fueron transferidos a Euphorbia por V.W.Steinm. & M.Porter (2002), Steinmann (2003) y Bruyns & al. (2006). La subtribu íntegra Euphorbiinae ahora consiste únicamente en el género Euphorbia.

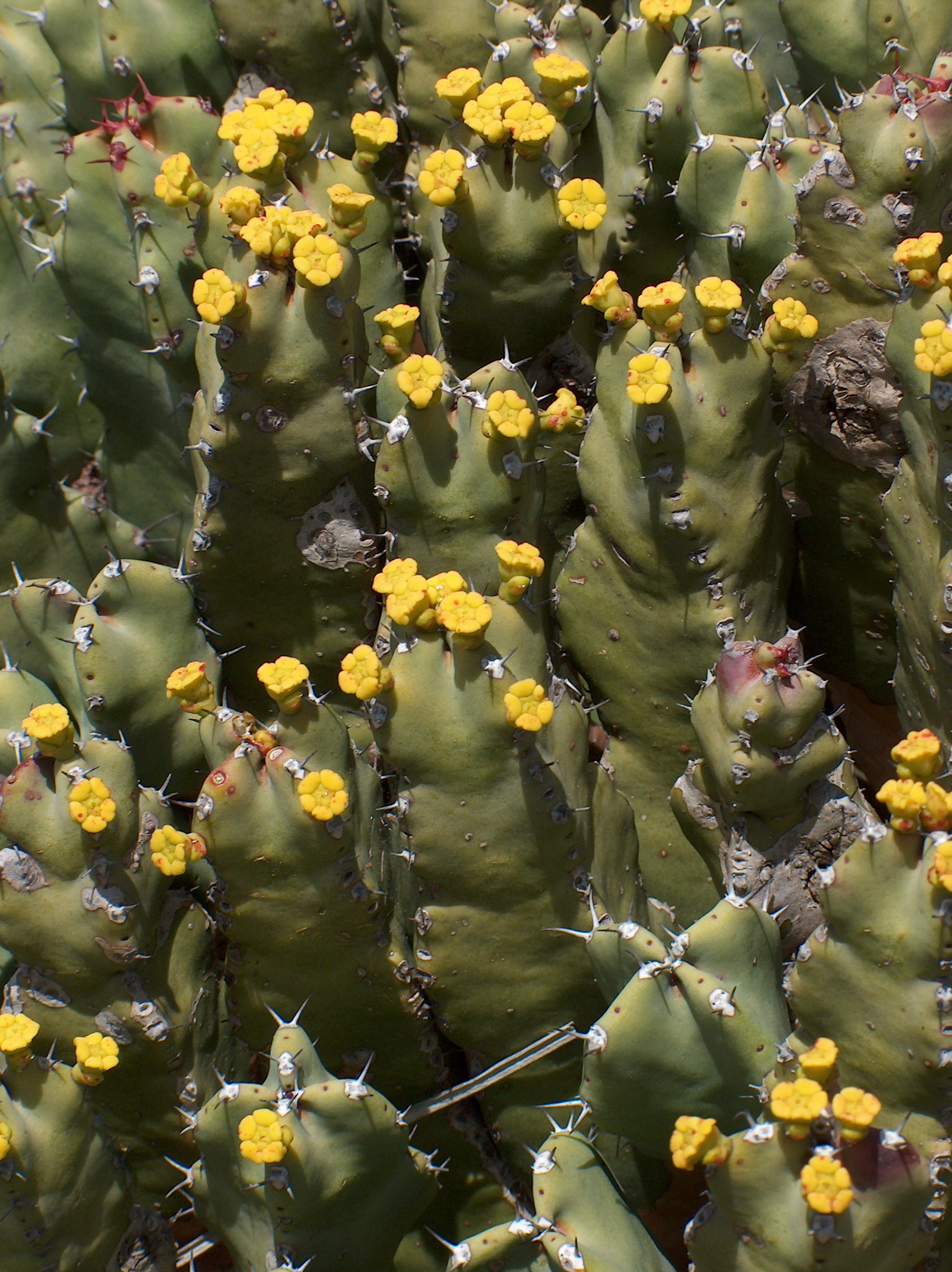
Euphorbia resinifera.

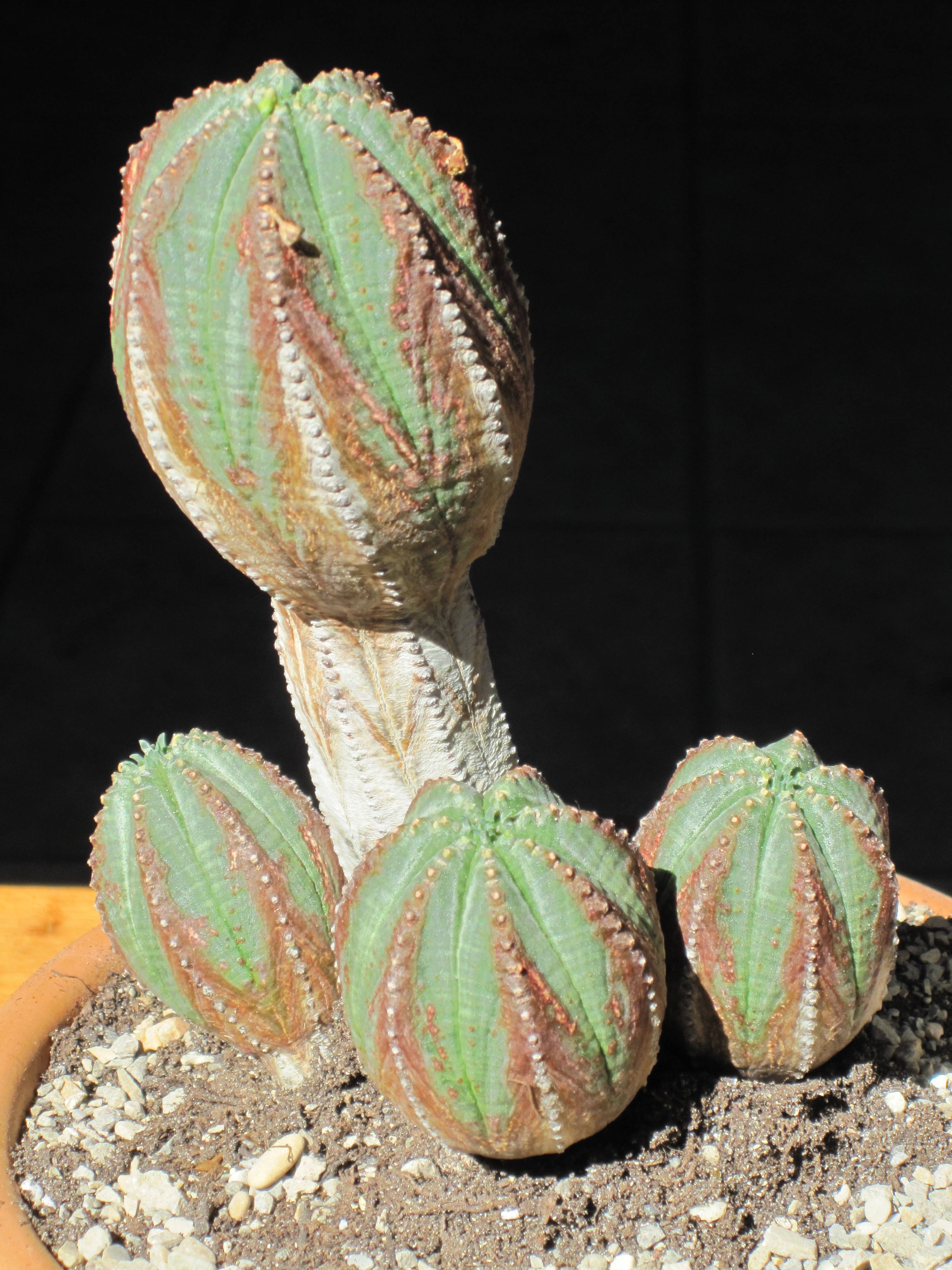
Antiguo híbrido de euphorbia

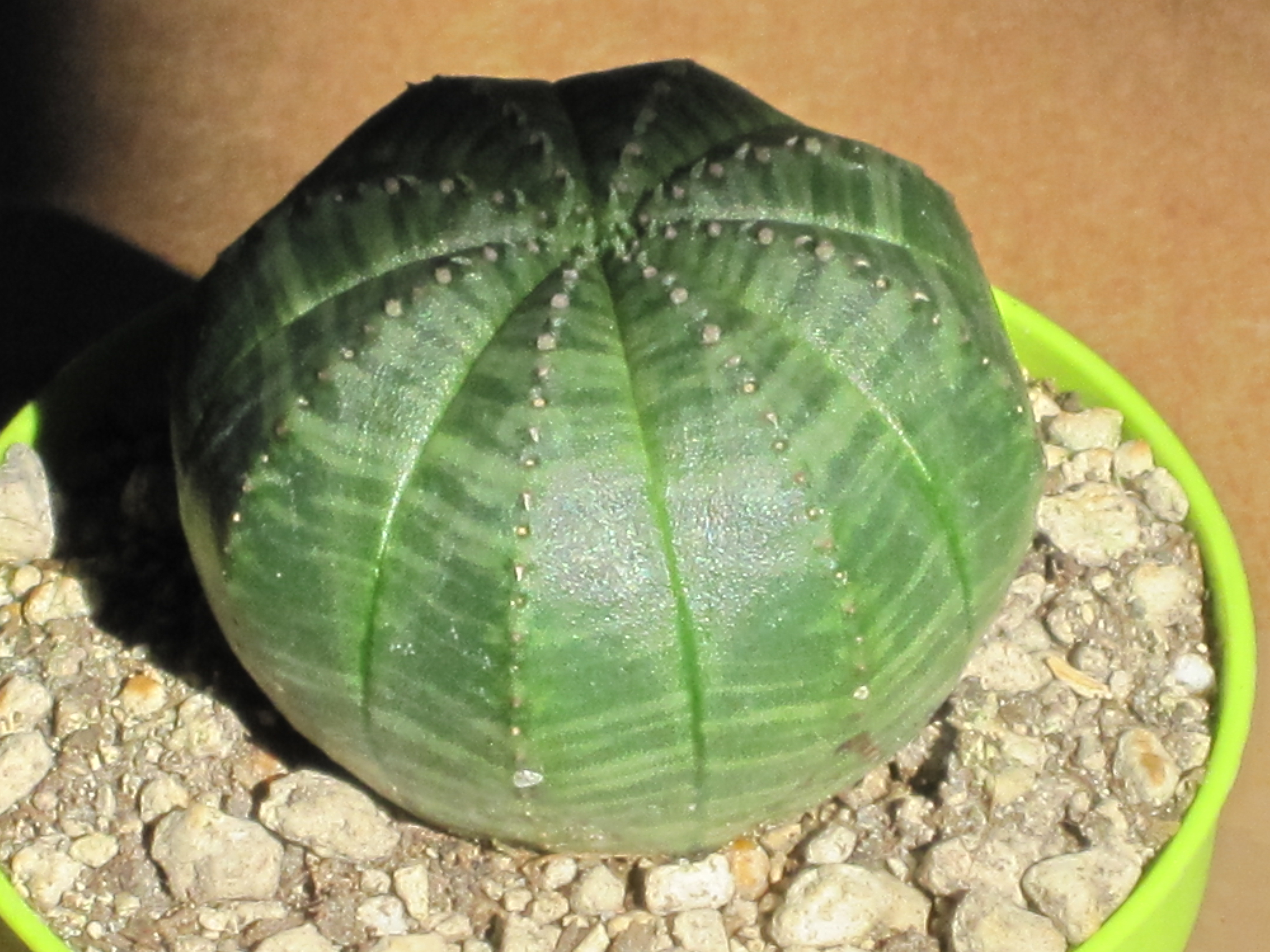
Euphorbia obesa

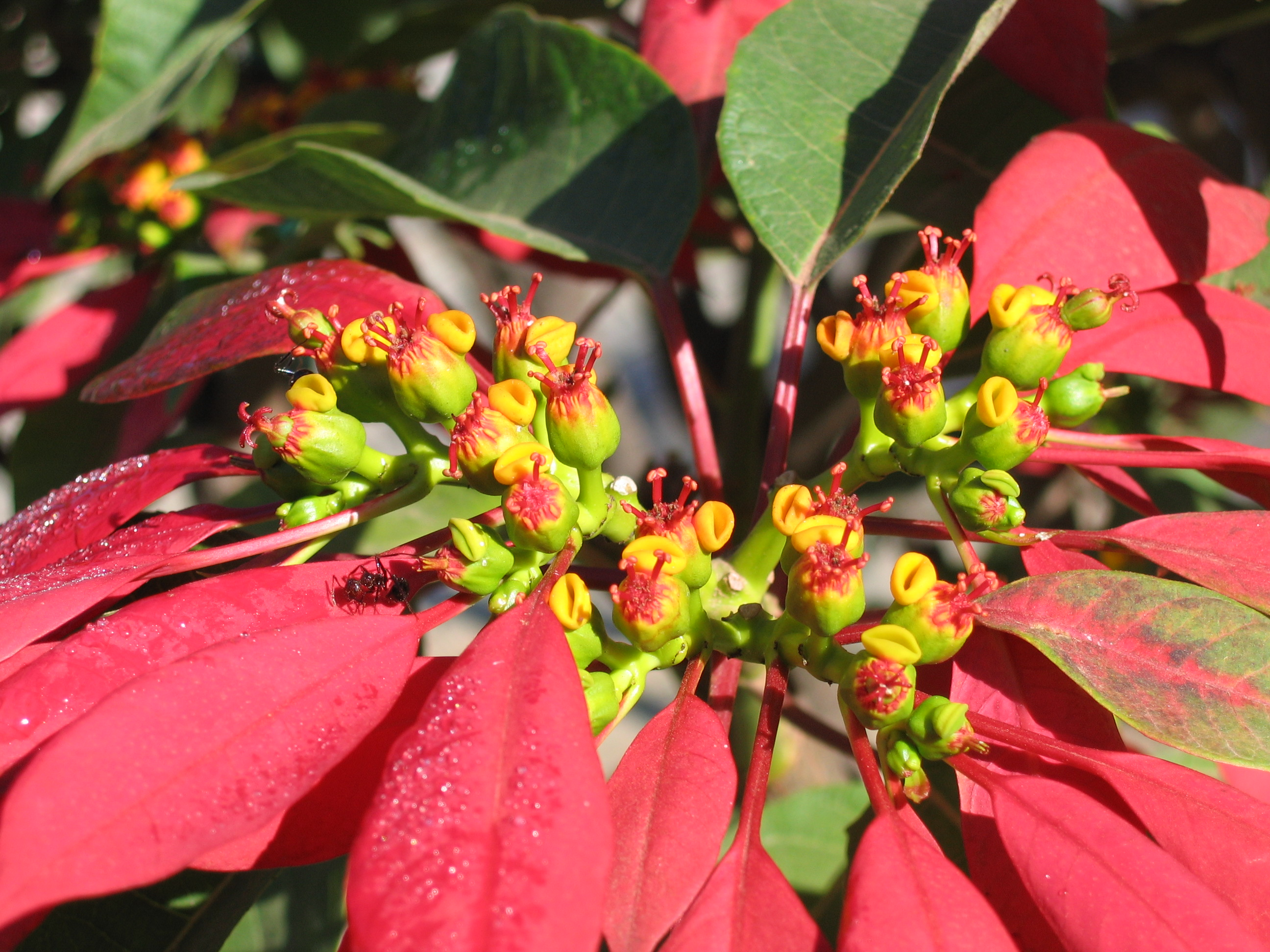
Euphorbia pulcherrima

## Etimología
Euphorbia: nombre genérico, llamado así por Euphorbus, médico griego de Juba II, rey de Mauritania. Juba fue educado en Roma y se casó con Cleopatra Selene, la hija de Marco Antonio y Cleopatra. Estaba, al parecer, interesado en la botánica y escribió sobre una planta parecida al cactus africano, que conocía o que había encontrado sobre las laderas del Monte Atlas, que era utilizado como un poderoso laxante. Esa planta puede haber sido Euphorbia resinifera, que como todas las euforbiáceas tiene un exudado de látex. Euforbo tenía un hermano llamado Antonius Musa, que fue el médico de César Augusto en Roma. Cuando Juba oyó que César había honrado a su médico con una estatua, decidió honrar a su propio médico bautizando con su nombre la planta de la que había escrito. La palabra deriva del griego eu- ‘bueno’, y -phorbe ‘pasto o forraje’, por lo que Euphorbos tendría el significado de ‘bien alimentado’. Algunas fuentes sugieren que Juba se divirtió con el juego de palabras, y que eligió el nombre de su médico para la planta debido a su naturaleza suculenta y al físico corpulento de Euforbo.
En 1753 Carlos Linneo asignó el nombre a todo el género (Spec. Pl., vol. 1, p. 450). La especie tipo es Euphorbia antiquorum L. Euforbo estudió el látex de algunas euforbias del norte africano; tanto de Euphorbia resinifera como de Euphorbia officinarum. Encontró propiedades tóxicas que recomendó para las flechas.

## Toxicidad
Los miembros del género contienen una savia acre y lechosa, el látex (lo que da origen al más común de los nombres vernáculos que se les atribuye: lechetrezna), que contiene entre sus componentes ésteres di o tri terpenos que pueden variar en su composición según la especie. Esta combinación de ésteres determina cuan cáustico e irritante es este látex para la piel y, en contacto con las mucosas (ojos, nariz y boca), puede producir inflamaciones bastante dolorosas.

## Usos
Muchas euforbias han sido utilizadas como medicinales, por los principios activos asociados a su látex, frecuentemente con propiedades eméticas y catárticas; así las semillas del tártago (Euphorbia lathyris) se usaban como purgante. Algunas son ornamentales; en este sentido es notable, sobre todo, la Euphorbia pulcherrima (Flor de Nochebuena, Flor de Pascua, Flor de Navidad o Estrella federal). El euforbio, látex de Euphorbia resinifera, se usaba en las pinturas para el casco de los barcos, ya que su fuerte toxicidad evitaba el crecimiento de especies sésiles, además de para todo aquello para lo que pueda aplicarse un potente veneno.

## Sinonimia
- Tithymalus Mill., 1754
- Tithymalus Ség., 1754, nom. illeg.
- Euphorbium Hill, 1756
- Tithymaloides Ortega, 1773, nom. rejic.
- Athymalus Neck., 1790, opus utique oppr.
- Keraselma Neck., 1790, opus utique oppr.
- Tithymalus Gaertn., 1790, nom. cons.
- Ventenatia Tratt., 1802
- Anisophyllum Haw., 1812, nom. illeg.'
- Crepidaria Haw., 1812, nom. superfl.
- Dactylanthes Haw., 1812
- Esula Haw., 1812
- Galarhoeus Haw., 1812
- Medusea Haw., 1812
- Pedilanthus Neck. ex Poit., 1812, nom. cons.
- Treisia Haw., 1812
- Chamaesyce Gray, 1821
- Characias Gray, 1821
- Desmonema Raf., 1833
- Pleuradena Raf., 1833
- Poinsettia Graham, 1836
- Lacanthis Raf., 1837
- Adenorima Raf., 1838
- Agaloma Raf., 1838
- Aklema Raf., 1838
- Allobia Raf., 1838
- Aplarina Raf., 1838
- Cyathophora Raf., 1838
- Ditritra Raf., 1838
- Endoisila Raf., 1838
- Kanopikon Raf., 1838
- Lepadena Raf., 1838
- Lophobios Raf., 1838
- Murtekias Raf., 1838
- Nisomenes Raf., 1838
- Peccana Raf., 1838
- Pythius Raf., 1838
- Tirucallia Raf., 1838
- Torfasidis Raf., 1838
- Tumalis Raf., 1838
- Vallaris Raf., 1838, nom. illeg.
- Xamesike Raf., 1838
- Zalitea Raf., 1838
- Dematra Raf., 1840
- Galorhoeus Endl., 1840
- Kobiosis Raf., 1840
- Alectoroctonum Schltdl., 1846
- Anthacantha Lem., 1858
- Arthrothamnus Klotzsch & Garcke, 1859
- Diadenaria Klotzsch & Garcke, 1859
- Eumecanthus Klotzsch & Garcke, 1859
- Hexadenia Klotzsch & Garcke, 1859
- Leptopus Klotzsch & Garcke, 1859, nom. illeg.
- Sterigmanthe Klotzsch & Garcke, 1859
- Tithymalopsis Klotzsch & Garcke, 1859
- Trichosterigma Klotzsch & Garcke, 1859
- Adenopetalum Klotzsch & Garcke, 1860, nom. illeg.
- Euphorbiastrum Klotzsch & Garcke, 1860
- Petaloma Raf. ex Boiss. in A.DC., 1862, pro syn.
- Synadenium Boiss. in A.DC., 1862
- Lyciopsis (Boiss.) Schweinf., 1867
- Chylogala Fourr., 1869
- Epurga Fourr., 1869
- Euphorbion St.-Lag., 1880
- Tithymalodes Ludw. ex Kuntze, 1891, nom. superfl.
- Monadenium Pax, 1894
- Lortia Rendle, 1898
- Stenadenium Pax, 1901
- Zygophyllidium Small, 1903
- Elaeophorbia Stapf in H.H.Johnston, 1906
- Diplocyathium Heinr.Schmidt, 1907
- Euphorbiodendron Millsp., 1909
- Cubanthus Millsp., 1913
- Dichylium Britton, 1924
- Ctenadena Prokh., 1933
- Cystidospermum Prokh., 1933
- Sclerocyathium Prokh., 1933
- Endadenium L.C.Leach, 1973[6]